# Fort Castelliere
Fort Castellier velika je kopnena utvrda ukopana u zemlju. Izgrađena je 1859. godine i 1860. godine sa svojih 10 topova, a imala je važnu ulogu u štićenju Pulske luke za vrijeme Prvoga svjetskog rata. Pod nadzorom je MORH-a. Utvrda se koristila kao skladište oružja, sve do 1981. godine kada se napušta, te se od tada ona i njezin teren prenamijenjuju u konjički klub. Utvrda ima svoju bitnicu koja se nalazi kraj nje. Na bitnici su bila dva, a na samoj utvrdi četiri topa. Tehnološki je unaprijeđena 1895. godine.

## Više informacija
- Pulske fortifikacije
- Nacionalna udruga za fortifikacije Pula